# 加東市立社学園小中学校
加東市立社学園小中学校（かとうしりつ やしろがくえんしょうちゅうがっこう）は、兵庫県加東市にある併設型小中一貫校である。加東市立社学園小学校、加東市立社学園中学校から構成されている。

## 概要
愛称は、社学園である。2025年4月に開校した。加東市社地域の5つの小学校（加東市立社小学校、福田小学校、米田小学校、三草小学校、鴨川小学校）を統合し新規開校した社学園小学校と加東市立社中学校を廃止し新規開校した社学園中学校から構成されている。校地は社中学校を用い、隣接地に小学校校舎や施設を建設する。

## 沿革

### 名称
社地域内の住民並びに社地域の小中学校の児童・生徒及び教職員を対象に愛称を募集し、270件の応募の中から、2022年2月15日の第6回学校運営委員会において、5点の愛称候補（「社うれしの学園」「やしろ学園」「社学園」「社中央学園」「社みらい学園」)が選定され、令和4年3月8日(火曜日)の第10回開校準備委員会において、最終候補として「社学園」が選定された。

### 年表
- 2025年（令和7年）4月 - 開校。

## 通学区域
社1区　社2区　社3区　社4区　社5区　ひろのが丘　藤田南　嬉野台団地　兵庫教育大学職員宿舎　山国　松尾　出水　田中　鳥居　貝原　野村　西垂水　窪田　家原　上中　県住上中団地　梶原　県住梶原団地　喜田　佐保　沢部　沢部団地　福吉　上田　大門　西古瀬　中古瀬　東古瀬　屋度　東実　畑　廻渕　池之内　湖翠苑　上久米　下久米　兵庫教育大学学生宿舎　久米　上三草　下三草　木梨　藤田　山口　馬瀬　牧野　吉馬　やしろ台　上鴨川　下鴨川　平木

## 通学区域が隣接している学校

### 小中一貫校
- 加東市立東条学園小中学校

### 小学校
- 加東市立滝野南小学校
- 加東市立滝野東小学校
- 西脇市立重春小学校
- 西脇市立比延小学校
- 西脇市立双葉小学校
- 丹波篠山市立今田小学校
- 三田市立つつじが丘小学校
- 小野市立下東条小学校
- 小野市立中番小学校
- 小野市立大部小学校
- 小野市立河合小学校

### 中学校
- 加東市立滝野中学校
- 西脇市立西脇南中学校
- 西脇市立西脇東中学校
- 丹波篠山市立今田中学校
- 三田市立藍中学校
- 小野市立旭丘中学校
- 小野市立河合中学校